# Йонозонд
Йонозо́нд — швидкісний радар для моніторингу і прогнозу стану йоносфери Землі.
Фуннкції і можливості
- Дає прогноз працездатності радіозв'язку, тривимірні знімки йоносфери.
- тривимірні знімки іоносфери

Натепер існують лише напівцифрові йонозонди; до кінця 2014 учені Томського ДУ зберуть для Росгідромету перший в світі цифровий іонозонд.